# Strictly 4 My N.I.G.G.A.Z.
Strictly 4 My N.I.G.G.A.Z. este un album de studio lansat de rapperul de pe Coasta de Vest 2Pac. Similar cu albumul de debut, 2Pacalypse și acest album conține mai multe piese care exprimă opiniile politice și sociale ale lui 2Pac. Albumul trebuia să se numească „Troublesome 21”, vârsta de atunci a lui 2Pac. A debutat pe locul 24 în Billboard 200, acest album a obținut mai mult succes comercial decât primul văzându-se diferențe mari în procesul de producție. În timp ce primul lui album a avut un sunet mai underground sau indie-rap, cel de-al doilea a fost considerat albumul „breakout”. Acesta a avut niște hit-uri ca „Keep Ya Head Up” și „I Get Around și a primit statutul platinium. Deși albumul a fost lansat inițial de Interscope, acum drepturile de autor aparțin celor de la Amaru Entertainment, casa de discuri deținută de Afeni Shakur, mama rapperului.

## Ordinea pieselor pe disc
| Nr. | Titlu                                                     | Producător(i)               | Lungime |  |
| 1.  | „Holler If Ya Hear Me”                                    | Stretch                     | 4:38    |  |
| 2.  | „Pac's Theme” (Interlude)                                 | The Underground Railroad    | 1:56    |  |
| 3.  | „Point the Finga”                                         | Big D The Impossible        | 4:25    |  |
| 4.  | „Something 2 Die 4” (Interlude)                           | 2Pac Big D The Impossible   | 2:43    |  |
| 5.  | „Last Wordz” (featuring Ice Cube & Ice-T)                 | Bobby "Bobcat" Ervin        | 3:36    |  |
| 6.  | „Souljah's Revenge”                                       | Bobby "Bobcat" Ervin        | 3:16    |  |
| 7.  | „Peep Game” (featuring Deadly Threat)                     | Bobby "Bobcat" Ervin        | 4:28    |  |
| 8.  | „Strugglin'” (featuring Live Squad)                       | Live Squad                  | 3:33    |  |
| 9.  | „Guess Who's Back”                                        | Special Ed                  | 3:06    |  |
| 10. | „Representin' 93”                                         | Truman Jefferson            | 3:34    |  |
| 11. | „Keep Ya Head Up”                                         | DJ Daryl                    | 4:22    |  |
| 12. | „Strictly 4 My N.I.G.G.A.Z...”                            | Lay Law                     | 5:55    |  |
| 13. | „The Streetz R Deathrow”                                  | Stretch                     | 3:26    |  |
| 14. | „I Get Around” (featuring Digital Underground)            | The D-Flow Production Squad | 4:19    |  |
| 15. | „Papa'z Song” (featuring Wycked & Poppi)                  | Big D The Impossible        | 5:25    |  |
| 16. | „5 Deadly Venomz” (featuring Treach, Apache & Live Squad) | Stretch                     | 5:13    |  |

## Melodii nefolosite
- 16 on Death Row (Tweaked Original Version On R U Still Down 1997)
- When I Get Free (Remixed on R U Still Down 1997)
- Suka 4 Luv (Do For Love) (Original 1992 Version) (Remixed on R U still Down 1997)
- Nothin But Love (Lansată pe I Get Around Single, Tweaked Original Version On R U Still Down 1997)
- I Wonder If Heaven Got a Ghetto (Lansată pe Keep Ya Head Up Single 1993, Remixed On R U Still Down 1997)
- Changes '92 (Remixed On The Greatest Hits Album 1998)
- Revenge Of A Soulja (Soldier Like Me Original Version) (Remixed On Loyal To The Game 2004)
- Black Cotton (Remixed On Loyal To The Game 2004)
- Flex (Lansată ca Single)
- Don't Call Me Bitch (Nelansată)
- Mr. Troublesome aka Troublesome 21 (Lansată pe "How To Be A Player Soundtrack")
- Cause I Had 2 (Po Nigga Blues Original Version) (Remixată Loyal To The Game 2004)
- Let Them Thangs Go (Remixată R U Still Down 1997)
- Still Don't Give A Fuck (Nelansată)
- Holler If Ya' Hear Me (Versiunea originală din 1992) (featuring Live Squad) (Nelansată)
- Open Fire (Original) (Tweaked Original Version On R U Still Down 1997)

## Single-urile albumului
| Informații single |
| --- |
| "Holler If Ya Hear Me" - Lansată: 4 februarie 1993 - B-side:                                                           |
| "I Get Around" - Lansată: 10 iunie 1993 - B-side:                                                                      |
| "Keep Ya Head Up" - Lansată: 28 octombrie 1993 - B-side: "Rebel of the Underground", "I Wonder If Heaven Got a Ghetto" |
| "Papa'z Song" - Lansată: 10 martie 1994 - B-side: "Peep Game", "Cradle to the Grave"                                   |

- A-Side a "I Get Around" are melodia features  „Nothing But Love”.

## Poziția single-ului în top
| Anul | Melodia           | Poziția în clasment   | Poziția în clasment              | Poziția în clasment | Poziția în clasment |                                    |
| Anul | Melodia           | The Billboard Hot 100 | Hot R&B/Hip-Hop Singles & Tracks | Hot Rap Singles     | Rhythmic Top 40     | Hot Dance Music/Maxi-Singles Sales |
| 1993 | "I Get Around"    | #11                   | #5                               | #8                  | #7                  | #2                                 |
| 1993 | "Keep Ya Head Up" | #12                   | #7                               | #2                  | #3                  | #2                                 |
| 1994 | "Papa'z Song"     | #87                   | #82                              | #24                 | -                   | -                                  |